# پایگاه هوایی اورلی
پایگاه هوایی اورلی (به انگلیسی: Orly Air Base) یک فرودگاه است . این فرودگاه در شهر پاریس کشور فرانسه قرار دارد .